# Rudník (Myjava)
Rudník (ungarisch Rudnik) ist eine Gemeinde im Westen der Slowakei.

## Lage und Allgemeines
Die Gemeinde entstand am 1. April 1955 durch Ausgliederung mehrerer Ansiedlungen aus der Stadt Myjava. Der Name der Gemeinde wurde zum ersten Mal im Jahre 1661 erwähnt.
Die Gemeinde liegt im Hügelland zwischen den Kleinen Karpaten im Süden und den Weißen Karpaten im Norden. Nové Mesto nad Váhom liegt zirka 25 Kilometer östlich der Stadt, Myjava zirka 5 Kilometer östlich, Senica etwa 25 Kilometer westlich.

## Bevölkerung
| Jahr                | 1994 | 2004     | 2014    | 2024    |
| ------------------- | ---- | -------- | ------- | ------- |
| Anzahl der Personen | 872  | 728      | 798     | 838     |
| Unterschied         |      | −16,51 % | +9,61 % | +5,01 % |

| Jahr                | 2023 | 2024    |
| ------------------- | ---- | ------- |
| Anzahl der Personen | 845  | 838     |
| Unterschied         |      | −0,82 % |